# 프라더-빌리 증후군
프라더-빌리 증후군(독일어·영어: Prader–Willi Syndrome)은 아버지로부터 15번 염색체의 특정 유전자를 물려받지 못한 경우 나타나는 유전병이다. 단친 이염색체성의 경우 정상적인 핵형을 가졌음에도 유전체각인에 따라 이 질병이 발병한다. 프라더-빌리 증후군의 자매증후군으로는 엥겔만 증후군이 있는데 이건 어머니로부터 특정 유전자를 물려받지 못한 경우에 발생한다.
1887년 영국의 의사 존 랭던 다운이 증세에 관해 처음으로 기록했으며 1956년 스위스의 의학자 안드레아 프라더, 하인리히 빌리, 알렉시스 라프하르트(독일어: Alexis Labhart)가 증상을 구체적으로 확인하면서 프라더와 빌리의 성을 따 명명되었다. 대한민국에서는 하인리히 빌리의 성을 영어식으로 읽은 프라더-윌리 증후군, 두 의학자들의 성을 영어식으로 읽은 프레이더-윌리 증후군으로도 알려져 있다.

## 같이 보기
- 후성유전학
- 유전체 각인
- 로하드 증후군